# Erich Drescher (Jurist)
Erich Drescher (* 1. Februar 1884 in Kiel; † 3. Oktober 1975) war ein deutscher Jurist und ehemaliger Generalstaatsanwalt von Hamburg.

## Leben
Drescher wurde als Sohn eines Oberpostdirektors geboren und studierte nach dem Besuch der Gelehrtenschule des Johanneums ab dem Wintersemester 1902/1903 Rechtswissenschaft an der Eberhard-Karls-Universität Tübingen. Während seines Studiums wurde er Mitglied der Tübinger Burschenschaft Derendingia. Das erste juristische Staatsexamen legte er an der Christian-Albrechts-Universität Kiel ab. 1910 wurde er in Rostock zum Dr. iur. promoviert. Nach dem zweiten juristischen Staatsexamen wurde er 1913 Staatsanwalt in Hamburg. Am Ersten Weltkrieg nahm er teil, anfangs als Kriegsfreiwilliger, zuletzt als Leutnant. Ab dem 1. April 1921 war er Richter am Amtsgericht. Ab 1921 war im Ausgleichsamt tätig, dessen Leitung der von 1923 bis 1924 übernahm. 1925 wurde er Richter für Handelssachen am Amtsgericht, ab dem 1. Februar 1929 Oberlandesgerichtsrat am Patentsenat des Hanseatischen Oberlandesgerichts. Am 24. April 1933 wurde Drescher dort zum Generalstaatsanwalt ernannt. Zum 1. Mai 1933 trat er der NSDAP bei (Mitgliedsnummer 2.735.261). Im Zweiten Weltkrieg nahm er bei der Abwehr teil, zuletzt als Major der Reserve.
Nach den verheerenden Luftangriffen auf Hamburg im Juli 1943 verfügte Drescher Anfang August 1943 den Hafturlaub von rund 750 hamburgischen Straf- und 550 Untersuchungsgefangenen für die Dauer von 2 Monaten. Die Häftlinge sollten bei der Beseitigung der Schäden durch die Luftangriffe eingesetzt werden. Zahlreiche Gefangene, darunter ca. 50 Mitglieder der Bästlein-Jacob-Abshagen-Gruppe, einer kommunistischen Widerstandsgruppe, hielten sich nicht an die Verpflichtung zur Rückkehr, sondern tauchten unter. Drescher wurde deshalb inhaftiert, gegen ihn wurde vor dem Besonderen Senat des Reichsgerichts Anklage erhoben, und er wurde am 28. Oktober 1943 wegen fahrlässiger Gefangenenbefreiung zu 4 Monaten Gefängnis verurteilt. Zum 1. Juni 1944 wurde er in den Ruhestand versetzt. Sein Nachfolger als Generalstaatsanwalt wurde Hans Haack (1901–1972). 1944 wurde er zum Volkssturm eingezogen. Nach dem Zweiten Weltkrieg wurde er als Zeuge im Nürnberger Juristenprozess vernommen.
1964 wurde anlässlich seines 80. Geburtstags eine Festschrift zu Ehren von Erich Drescher veröffentlicht. Er verbrachte seine späteren Lebensjahre in Wohltorf bei Hamburg.

## Ehrungen
- Eisernes Kreuz, I. und II. Klasse
- Hamburgisches Hanseatenkreuz
- Verwundetenabzeichen
- Oldenburgische Verdienstmedaille für Rettung aus Gefahr am Bande

## Schriften
- Derendinger um die Jahrhundertwende, 1974.